# Жужанна Мольнар
Жужанна Мольнар (словац. Zsuzsanna Molnár; нар. 3 червня 2001) — словацька борчиня вільного стилю, бронзова призерка Кубку світу, срібна та бронзова призерка чемпіонатів Європи серед молоді, бронзова призерка чемпіонату світу серед юніорів, срібна призерка чемпіонату Європи серед юніорів, чемпіонка Європи серед кадетів.

## Життєпис
П'яте місце на чемпіонаті Європи у 2023 р. Третє місце на особистому чемпіонаті світу у 2020 р. Друге місце на чемпіонаті Європи U-23 у 2023 р. та третє у 2022 р. Третє місце на юніорському чемпіонаті світу та друге на юніорському чемпіонаті Європи у 2021 р. Чемпіонка Європи серед кадетів у 2018 р.

## Спортивні результати на міжнародних змаганнях

### Виступи на Чемпіонатах світу
| Змагання                        | Збірна     | Вагова категорія          | Місце |
| ------------------------------- | ---------- | ------------------------- | ----- |
| Чемпіонат світу з боротьби 2021 | Словаччина | жіноча боротьба, до 72 кг | 11    |

### Виступи на Чемпіонатах Європи
| Змагання                         | Збірна     | Вагова категорія          | Місце |
| -------------------------------- | ---------- | ------------------------- | ----- |
| Чемпіонат Європи з боротьби 2023 | Словаччина | жіноча боротьба, до 68 кг | 5     |

### Виступи на Кубках світу
| Змагання                    | Збірна     | Вагова категорія          | Місце  |
| --------------------------- | ---------- | ------------------------- | ------ |
| Кубок світу з боротьби 2020 | Словаччина | жіноча боротьба, до 72 кг | Бронза |

### Виступи на інших змаганнях
| Змагання                                                    | Збірна     | Вагова категорія          | Місце  |
| ----------------------------------------------------------- | ---------- | ------------------------- | ------ |
| Гран-прі Німеччини з боротьби 2019                          | Словаччина | жіноча боротьба, до 72 кг | Бронза |
| Олімпійський кваліфікаційний турнір з боротьби 2020 (Софія) | Словаччина | жіноча боротьба, до 68 кг | 8      |
| Гран-прі Іспанії з боротьби 2022                            | Словаччина | жіноча боротьба, до 72 кг | Бронза |
| Турнір Дана Колова — Николи Петрова 2023                    | Словаччина | жіноча боротьба, до 68 кг | Бронза |
| Турнір міста Сассарі з боротьби 2023                        | Словаччина | жіноча боротьба, до 68 кг | Золото |

### Виступи на змаганнях молодших вікових груп
| Змагання                                       | Збірна     | Вагова категорія          | Місце  |
| ---------------------------------------------- | ---------- | ------------------------- | ------ |
| Чемпіонат Європи з боротьби серед кадетів 2016 | Словаччина | жіноча боротьба, до 56 кг | 24     |
| Чемпіонат Європи з боротьби серед кадетів 2017 | Словаччина | жіноча боротьба, до 65 кг | 5      |
| Чемпіонат світу з боротьби серед кадетів 2017  | Словаччина | жіноча боротьба, до 65 кг | 8      |
| Чемпіонат Європи з боротьби серед кадетів 2018 | Словаччина | жіноча боротьба, до 69 кг | Золото |
| Чемпіонат світу з боротьби серед кадетів 2018  | Словаччина | жіноча боротьба, до 69 кг | 8      |
| Чемпіонат світу з боротьби серед юніорів 2018  | Словаччина | жіноча боротьба, до 72 кг | 9      |
| Чемпіонат Європи з боротьби серед юніорів 2019 | Словаччина | жіноча боротьба, до 72 кг | 7      |
| Чемпіонат світу з боротьби серед юніорів 2019  | Словаччина | жіноча боротьба, до 72 кг | 10     |
| Чемпіонат Європи з боротьби серед юніорів 2021 | Словаччина | жіноча боротьба, до 72 кг | Срібло |
| Чемпіонат світу з боротьби серед юніорів 2021  | Словаччина | жіноча боротьба, до 68 кг | Бронза |
| Чемпіонат світу з боротьби серед молоді 2021   | Словаччина | жіноча боротьба, до 72 кг | 7      |
| Чемпіонат Європи з боротьби серед молоді 2022  | Словаччина | жіноча боротьба, до 72 кг | Бронза |
| Чемпіонат світу з боротьби серед молоді 2022   | Словаччина | жіноча боротьба, до 68 кг | 8      |
| Чемпіонат Європи з боротьби серед молоді 2023  | Словаччина | жіноча боротьба, до 68 кг | Срібло |